# 6614 Antisthenes
6614 Antisthenes è un asteroide della fascia principale. Scoperto nel 1960, presenta un'orbita caratterizzata da un semiasse maggiore pari a 2,4832230 UA e da un'eccentricità di 0,1569578, inclinata di 5,58719° rispetto all'eclittica.